# II. Edgár angol király
II. Edgár vagy Edgar Ætheling (1051/1053 – 1126) Anglia névleges királya 1066-ban.

## Élete
Száműzött Eduárd fiaként, II. Edmund angol király unokájaként a Magyar Királyság területén született, ahová édesapja menekült Nagy Knut vérengzése elől. Miután édesapjával visszatért Angliába, és édesapját meggyilkolták, ő lett volna Hitvalló Eduárd király jogos örököse, de annak halála után fiatal korára való tekintettel mellőzték, helyette Eduárd sógorát, Harold Godwinsont választották királlyá. Miután ő elesett a Hastingsi csatában, Londonban hirtelen királlyá kiáltották ki Edgárt az angolszászok, de meg nem koronázhatták, mert a Haroldot legyőző Normandiai Vilmos bevonult Londonba, ahol még ez év karácsonyán Aldred yorki érsek királlyá koronázta. Edgár ezután részt vett egy Vilmos ellenes felkelésben, majd nővéréhez, Margithoz menekült Skóciába. Később kibékült Vilmossal, és részt vett az első keresztes háborúban is. 1106-ban Vilmos idősebb fia, Normandiai Róbert oldalán részt vett a tinchebray-i csatában Vilmos másik fia, I. Henrik angol király ellen, ahol fogságba esett, de a királytól kegyelmet kapott. Úgy vélik, hogy élete végén (1120 körül) újra Skóciába utazott. Az ebben az időben élő és alkotó Malmesburyi Vilmos krónikaíró szerint 1125-ben még élt, nem sokkal ezután halhatott meg. Valószínűleg sosem házasodott meg, és gyermekei sem születtek. Feltételezhető, hogy vele halt ki férfiágon a Cerdic-ház, amelyet az 519-ben Wessex királyává lett Cerdic alapított.

## Fordítás
- Ez a szócikk részben vagy egészben  az   Edgar the Ætheling című angol Wikipédia-szócikk fordításán alapul.  Az eredeti cikk szerkesztőit annak laptörténete sorolja fel. Ez a jelzés csupán a megfogalmazás eredetét és a szerzői jogokat jelzi, nem szolgál a cikkben szereplő információk forrásmegjelöléseként.